# 탈출: 프로젝트 사일런스
"탈출: 프로젝트 사일런스"(영어: Project Silence)는 2023년 제작된 대한민국의 재난 스릴러 영화이다. 김태곤이 감독과 공동 각본을 맡았다. 제76회(2023년) 칸 영화제에서 전 세계 최초로 공개되었다. 2024년 7월 12일 개봉한 한국 영화이다.

## 출연

### 주연
- 故이선균 : 차정원 역
- 주지훈 : 조박 역
- 김희원 : 양 박사 역
- 문성근 : 병학 역
- 예수정 : 순옥 역
- 김태우 : 정현백 역
- 박희본 : 심미란 역
- 박주현 : 심유라 역
- 김수안 : 경민 역

### 조연
- 하도권 : 강 대위 역
- 장광 : 국방부장관 역
- 최정우 : 비서실장 역
- 구성환 : 버스기사 역

### 단역
- 문병주 : BJ 역
- 송유현 : 경민 모 역
- 장태민 : 행정관 (남) 역
- 유연 : 행정관 (여) 역
- 곽진석 : 특공대장 역
- 안성봉 : 안 하사 역
- 김창환 : 통제실 직원 1 역
- 배명진 : 통제실 직원 2 역
- 유승일 : 주유소 사장 역
- 이상원 : 이 소위 역
- 김만기 : 불륜커플 (남) 역
- 이미윤 : 불륜커플 (여) 역
- 신희철 : 배낭커플 (남) 역
- 권잎새 : 배낭커플 (여) 역
- 이두익 : 스튜어드 역
- 조홍우 : 탱크로리 사고 (남) 역
- 허동수 : 기사 1 & 스탠딩 배우 (정원) 역
- 유예진 : 기자 2 & 스탠딩 배우 (미란) 역
- 김민희 : 기자 3 역
- 신민수 : 시누크 조종사 & 스탠딩 배우 (양박사) 역
- 이광호 : 시누크 부조종사 역
- 김용호 : 수신호병 역
- 권혁석 : 레펠군인 1 역
- 김승필 : 레펠군인 2 역
- 이광호 : 레펠군인 3 역
- 김도연 : 레펠군인 4 역
- 임용순 : 국정원장 역
- 이순풍 : 외교부 장관 역
- 송광주 : 통일부 장관 역
- 이중현 : 청와대 정책실장 역
- 손영옥 : 청와대 민정수석 역
- 추병준 : 사고 시민 1 & 스탠딩 배우 (조박) 역
- 조하은 : 사고 시민 2 & 스탠딩 배우 (유라) 역
- 강수아 : 사고 시민 3 & 스탠딩 배우 (경민) 역
- 이종운 : 사고 시민 4 역
- 최자인 : 사고 시민 5 역
- 김동인 : 사고 시민 6 역
- 정혜윤 : 사고 시민 9 역
- 김승연 : 스탠딩 배우 (순옥) 역
- 이택근
- 이혜인 : 유라 골프 대역 역

### 특별출연
- 박호산 : 정보부 사령관 역

## 기타
- 2023년 10월 19일 이선균의 마약 투약 의혹이 알려져 개봉에 차질이 생겼고, 2024년 개봉으로 일정을 미룬 뒤 경찰 수사 상황을 지켜보려는 입장을 취했으나 10월 23일 이선균이 피의자 신분으로 전환되자 영화 관계자들이 패닉 상태에 빠진 것으로 전해졌다. 이후 2023년 12월 27일, 이선균이 수사를 받던 중 자살하며 추창민 감독의 〈행복의 나라〉와 함께 이선균의 유작이 되었다.

- 작중 추돌사고는 영종대교 106중 추돌사고와 비슷하다.